# お会いしたかったです
「お会いしたかったです」（おあいしたかったです、朝鮮語：뵙고싶었습니다）は、朝鮮民主主義人民共和国の歌曲である。

## 概要
2015年10月7日、「朝鮮労働党創建70周年記念音楽会」の際に牡丹峰楽団により初めて披露された。
歌詞は、金正恩同志を賛美する内容のプロパガンダで、“뵙고싶었습니다（お会いしたかった）”というフレーズが何度も繰り返される。